# Rohini Kuner
Rohini Kuner (* 28. Juli 1970 in Bombay) ist eine deutsche Pharmakologin indischer Herkunft und geschäftsführende Direktorin des Pharmakologischen Instituts an der Universität Heidelberg. Sie arbeitet vor allem auf dem Gebiet der Schmerzforschung und ist Trägerin des Gottfried Wilhelm Leibniz-Preises 2024.

## Leben
Nach dem Studium der Pharmazeutischen Biotechnologie in Indien wurde sie 1994 bei Gerald F. Gebhart an der University of Iowa über die Rolle spinaler NMDA-Rezeptoren in der Schmerzwahrnehmung zum Dr. rer. nat. Ab 1995 war sie Post-Doktorand bei Peter Seeburg am ZMBH der Universität Heidelberg und am Max-Planck Institut für Medizinische Forschung. Nachdem sie 2002 ihre eigene durch das Emmy Noether-Programm geförderte Forschungsgruppe etabliert hatte, habilitierte sie sich 2005 am Pharmakologischen Institut der Universität Heidelberg. Seit 2006 ist sie als Professorin Inhaberin des Lehrstuhls für Molekulare Pharmakologie der Uni Heidelberg. 2014 wurde sie als ordentliches Mitglied in die Academia Europaea aufgenommen. Seit 2015 steht sie dem neu eingerichteten Sonderforschungsbereich SFB 1158 vor. Seit Oktober 2018 gehört sie dem Universitätsrat der Ruperto Carola an.
Sie ist verheiratet mit dem Heidelberger Neuroanatomen Thomas Kuner.

## Forschung
Schwerpunkt ihrer Forschung ist die Schmerzwahrnehmung, insbesondere die Chronifizierung von Schmerzen. Besonderer Fokus hierbei liegt in der synaptischen Übertragung nozizeptiver Informationen im Organismus sowie die neuroplastischen Veränderungen bei chronischen Schmerzen.

## Auszeichnungen und Mitgliedschaften
- 2005: Rudolf-Buchheim-Preis der Deutschen Gesellschaft für Experimentelle und Klinische Pharmakologie und Toxikologie
- 2006: Bergius-Kuhn-Meyerhof-Nachwuchswissenschaftlerpreis des Rotary Clubs Heidelberg
- 2006: Chica und Heinz Schaller Förderpreis[3]
- 2007: Ingrid-zu-Solms-Wissenschaftspreis
- 2007: Förderpreis für Schmerzforschung, Deutsche Gesellschaft zum Studium des Schmerzes
- 2010: Pat Wall International Young Investigator Award, International Association for the Study of Pain[4]
- 2012: ERC Advanced Grant des Europäischen Forschungsrats[5]
- 2015: Novartis-Preis
- 2017: Novartis Award for Therapy-Related Research[6]
- 2017: HMLS Investigator Award[7]
- 2018: Preis der Feldberg Foundation
- 2018: Phoenix Pharmazie Wissenschaftspreis[8]
- 2019: Aufnahme als Mitglied in die Nationale Akademie der Wissenschaften Leopoldina
- 2024: Gottfried Wilhelm Leibniz-Preis[9]